# Anna di Bretagna
Anna di Bretagna (Nantes, 25 gennaio 1477 – Blois, 9 gennaio 1514) è stata duchessa di Bretagna dal 1488 al 1514 e, per matrimonio, arciduchessa d'Austria e regina dei Romani (1490-1491), poi regina di Francia (1491-1498) e regina di Sicilia e di Gerusalemme, poi di nuovo regina di Francia (1499-1514) e duchessa di Milano.
Era la figlia di Francesco II (1433-1488), duca di Bretagna, e della sua seconda sposa, Margherita di Foix (v. 1458-1486), principessa di Navarra.
Dopo la morte di Francesco II, fu una figura centrale nelle lotte d'influenza che scoppiarono in occasione dell'unione della Bretagna alla Francia. 
Ebbe, e ancora ha, un posto a parte nell'immaginario collettivo bretone, come colei che difese il ducato dalle mire dei vicini.

## Biografia

### Educazione
Anna di Bretagna nacque il 25 gennaio 1477 (o il 15 gennaio 1477, secondo il calendario giuliano) nel castello dei duchi di Bretagna a Nantes.
Dell'educazione di Anna di Bretagna si conservano poche tracce. È probabile che ricevette l'educazione di una giovane nobile del suo tempo: apprese a leggere in francese, forse anche un poco di latino. Contrariamente a ciò che si ritrova talvolta, è poco probabile che abbia appreso il greco o l'arabo e certamente non ha mai parlato né compreso il bretone, lingua che a Nantes, dove crebbe, era straniera. Fu cresciuta da una governante: Françoise de Didan, contessa consorte di Laval. Aveva molti precettori, quali il suo cameriere da camera, il poeta di corte Jean Meschinot (dal 1488 alla morte di quest'ultimo nel 1491), che forse le insegnò anche la danza, il canto e la musica.

Il blasone di Anna di Bretagna prima del suo matrimonio

### Erede della Bretagna
In questo periodo la legge dinastica era stabilita dal primo trattato di Guérande con Giovanni di Montfort nel 1365. Il trattato stabiliva che il ducato sarebbe stato trasmesso in linea maschile nella famiglia dei Montfort, ma in caso di assenza di eredi maschi, il titolo si sarebbe trasmesso ai maschi della famiglia di Penthièvre. Tuttavia, il  trattato non contemplava la situazione per cui entrambe le famiglie si fossero ritrovate solo con eredi femmine. Ciò accadde appunto con il duca Francesco II di Montfort, che aveva solo figlie femmine, mentre la casata dei Penthièvre si era ridotta ad una sola donna, Nicola di Penthièvre. 
La mancanza di un erede maschio minacciava di far piombare la Bretagna in una crisi dinastica che poteva far passare il ducato direttamente nelle mani del re di Francia, Luigi XI.
Effettivamente, nel 1480, Luigi XI comprò i diritti dinastici della famiglia di Penthièvre per 50 000 scudi. Anna di Beaujeu confermò questa vendita nel 1485 alla morte di Jean de Brosse, marito di Nicole de Penthièvre.
Francesco II resisteva alla pretese del re di Francia e decise di far riconoscere erede sua figlia dagli Stati di Bretagna malgrado il trattato di Guérande. Questo ebbe luogo nel 1486 e accrebbe le opposizioni al duca nel Ducato, la concorrenza dei pretendenti al matrimonio con Anna di Bretagna e minacciò l'entourage del re di Francia.

### Fidanzamenti
Facendo sposare sua figlia, Francesco II contava di rafforzare la propria posizione contro il re di Francia. La prospettiva di unire il ducato al regno francese gli permise successivamente di ottenere l'alleanza di diversi principi europei:
- Anna fu dapprima fidanzata ufficialmente nel 1481 al principe di Galles Edoardo, figlio di Edoardo IV d'Inghilterra, che, alla morte del padre, fu per un breve periodo re Edoardo V d'Inghilterra, ma fu deposto poco dopo dal proprio zio;
- Enrico Tudor, futuro re Enrico VII (al tempo detenuto in Bretagna, tuttavia questo matrimonio non gli interessava);
- Massimiliano I d'Austria, re dei Romani, arciduca (vedovo di Maria di Borgogna, ereditiera di Carlo il Temerario);
- Alain I d'Albret, condottiere rozzo, puzzolente e vecchio (48 anni), che spaventò la piccola Anna (10 anni);
- Ludovico, duca d'Orléans, cugino germano del re Carlo VIII e futuro re Luigi XII, all'epoca ministro del duca Francesco II, ma già sposato con Giovanna di Francia, figlia di Luigi XI;
- Giovanni di Chalons, principe d'Orange, cugino di Anna e uno dei possibili eredi di Bretagna;
- Francesco di Rohan, figlio primogenito del visconte Giovanni II di Rohan e di Maria di Bretagna, cugino di Anna e altro possibile erede di Bretagna, ma fu ucciso dai soldati francesi durante la battaglia di Saint-Aubin-du-Cormier nel 1488;
- Giovanni di Rohan, secondo figlio del visconte Giovanni II di Rohan e di Maria di Bretagna; aveva però combattuto con l'esercito francese contro quello bretone alla battaglia di Saint-Aubin-du-Cormier nel 1488.[6]

### Matrimoni

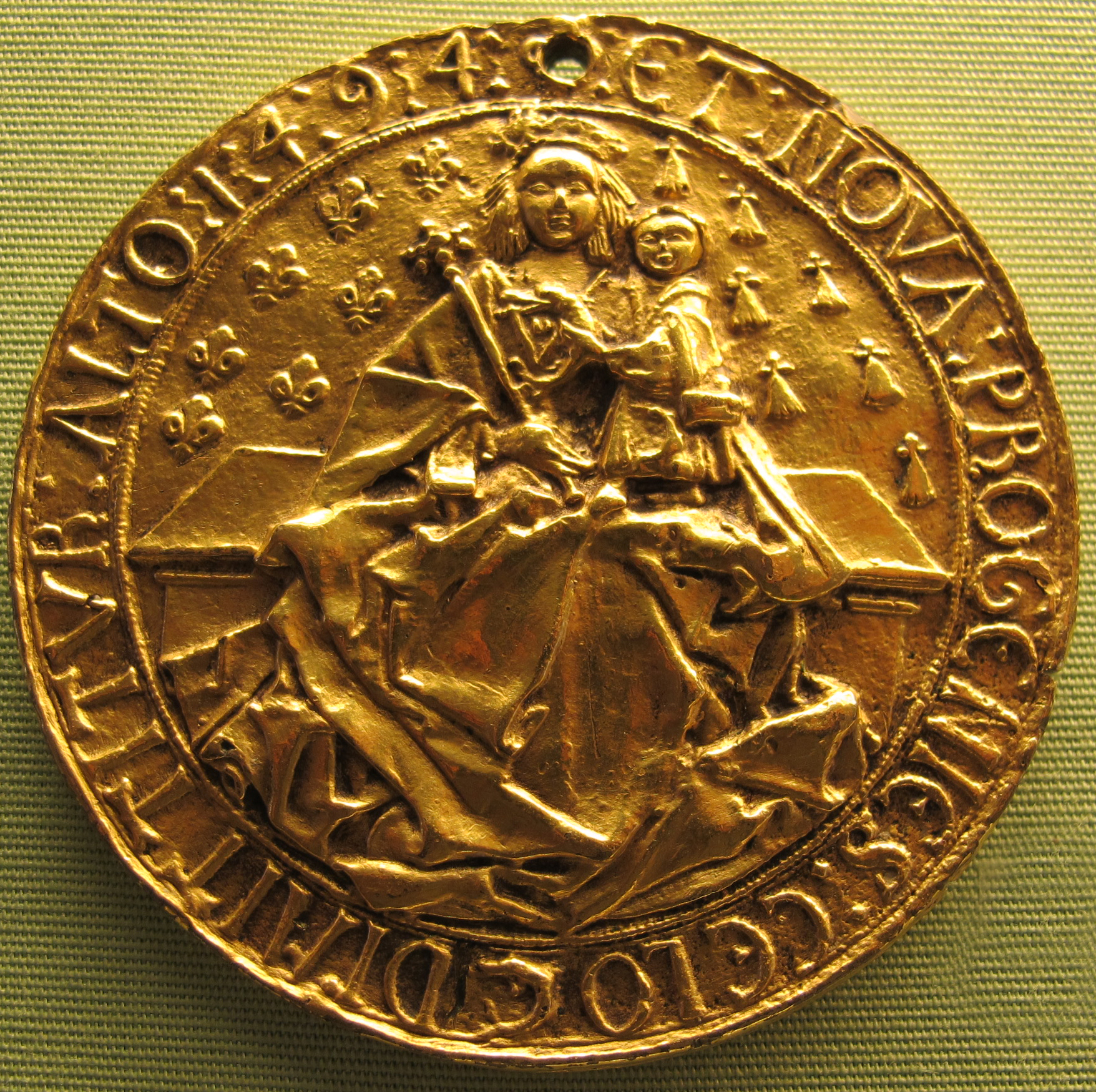
Anna col delfino Carlo Orlando su una medaglia del 1494

Nel 1488, la sconfitta delle armate di Francesco II a Saint-Aubin-du-Cormier, che concluse al momento la guerra franco-bretone, lo costrinse ad accettare il trattato di Verger, una delle cui clausole dichiarava che le figlie di Francesco II non potevano sposarsi senza l'assenso del re di Francia.
Alla morte di Francesco II, si aprì un nuovo periodo di crisi che portò a una seconda guerra franco-bretone. A Rennes, il 19 dicembre 1490, Anna, divenuta duchessa sovrana, sposò in prime nozze per procura il futuro imperatore Massimiliano I, che portava al tempo già il titolo di re dei Romani. Facendo ciò, Anna divenne regina. Ma il matrimonio, pur valido, non venne mai consumato.
Infatti, nonostante i rinforzi inglesi e castigliani venuti a sostenere le truppe ducali, la primavera del 1491 vide un altro successo di Louis de la Trémoille, già vincitore la prima volta, e Carlo VIII pose l'assedio a Rennes, dove si trovava Anna, per impadronirsi dell'ereditiera stessa e costringerla a sposarlo.
Dopo un lungo assedio, senza aiuti e senza più alcuna speranza di resistenza, la città si arrese. Il fidanzamento ufficiale di Anna con Carlo VIII fu stipulato quasi immediatamente nella cappella dei Giacobini di Rennes. In seguito, ella fu scortata fino a Langeais per le nozze dei due fidanzati. Gli Asburgo s'impegnarono subito in una battaglia diplomatica davanti al Papa, sostenendo che la duchessa vinta era stata rapita dal re di Francia e che la loro discendenza era dunque da considerarsi illegittima.

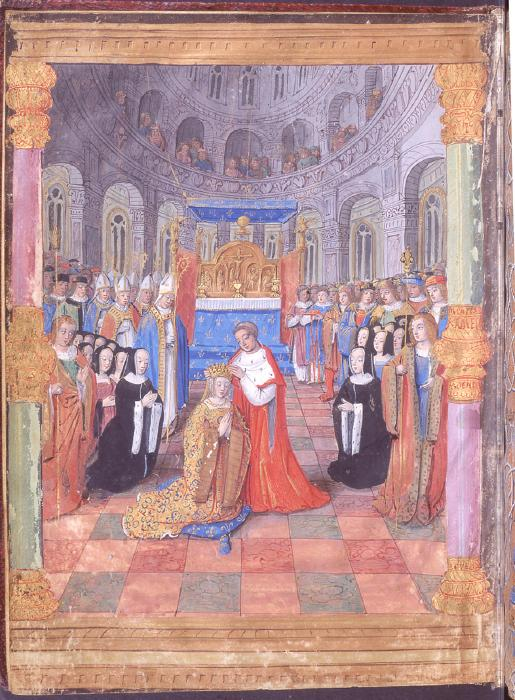
Seconda incoronazione di Anne di Bretagne nel 1504 alla Basilica di Saint-Denis, Waddesdon Manor, Ms.22.

Il 6 dicembre 1491, Anna sposò quindi in seconde nozze, al castello di Langeais, il re di Francia Carlo VIII. Tale matrimonio fu concluso con urgenza, per paura di un attacco imperiale per liberare la duchessa, tre mesi prima che papa Innocenzo VIII (il 15 febbraio 1492) si decidesse a inviare alla corte di Francia l'atto di annullamento antedatato del primo matrimonio di Anna. Nel frattempo, ella fu considerata come bigama. Gli sposi si scambiarono, come da contratto, i loro diritti sulla Bretagna. In caso di assenza di un erede maschio, fu deciso che ella avrebbe dovuto sposare il successore di Carlo VIII. Da questa unione nacquero sei figli, tutti però morti in tenera età.
In seguito alla morte di Carlo VIII nel 1498, Anna sposò dunque in terze nozze Luigi XII di Francia, l'8 gennaio 1499 a Nantes. Anche in quel caso, l'atto di annullamento del matrimonio del re con Giovanna di Francia non era ancora pervenuto, quando il matrimonio ebbe luogo, ma la decisione del papa Alessandro VI, era questa volta certa.
Intanto nel 1500 era suo favorito, a detta di Marin Sanudo, un certo "monsignor di Bloco". Ma il cronista si riferiva forse a Philippe de Montauban (1445-1514), uno dei principali consiglieri della regina e cancelliere, suo fedelissimo, il quale era infatti barone di Bois-de-la-Roche (o Bazoches), e che ricevette anche l'onore di portare il cuore della regina durante il funerale. Altrimenti v'era anche Pierre Choque, altro suo fedelissimo, che compose e recitò il discorso al suo funerale.

### Regina di Francia
Con il matrimonio del 1491, Anna di Bretagna divenne regina di Francia. Il contratto matrimoniale precisava di essere stato concluso «per assicurare la pace tra il Ducato di Bretagna e il Regno di Francia.»
Da allora fu quasi perennemente incinta (un figlio ogni quattordici mesi in media). Al tempo delle guerre d'Italia, la reggenza fu attribuita ad Anna di Beaujeu, che aveva già brillantemente tenuto lo stesso ruolo dal 1483 al 1491. Del resto, Anna di Bretagna era ancora giovane, e la cognata ne era oltretutto sospettosa.
Il suo primo viaggio in Bretagna si compì nell'ottobre del 1498, divenuta vedova: viaggiò attraverso tutto il ducato visitando anche luoghi che da bambina non aveva frequentato. Il suo primo atto, alla morte di Carlo VIII, fu di riprendere la testa dell'amministrazione del ducato e di nominare alcuni uomini di fiducia affinché discutessero il suo matrimonio con il nuovo re Luigi XII.

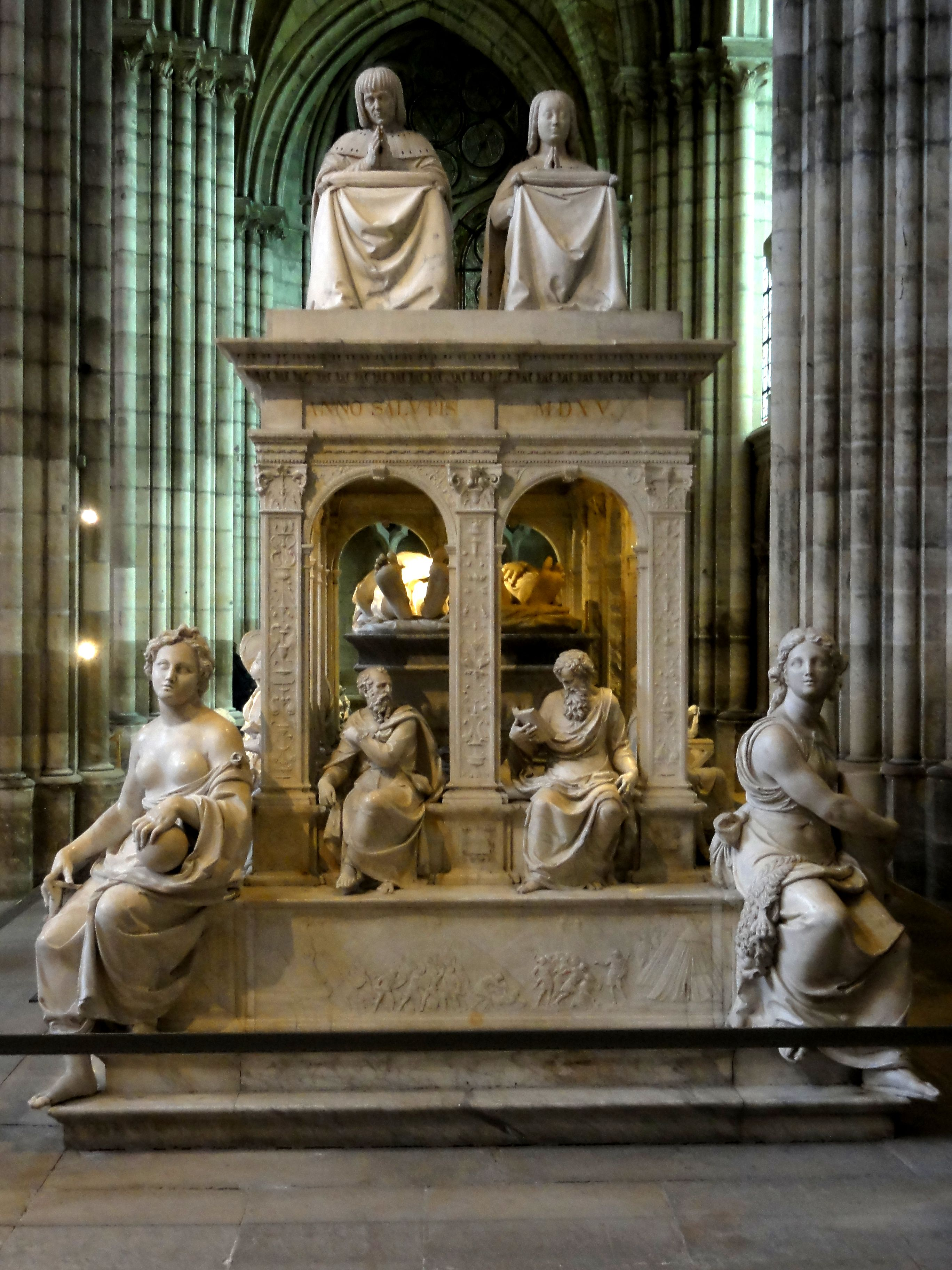
Monumento funebre di Luigi XII e Anna di Bretagna

Il suo secondo contratto di matrimonio, nel 1499, quando la Bretagna era ormai saldamente legata alla Francia, la riconobbe come ereditiera del ducato (al contrario del primo), cosa che la obbligava a sostenere la politica dei re di Francia. Fu nuovamente investita del titolo di duchessa di Bretagna. D'altra parte, tutte le decisioni riguardanti la Bretagna erano prese a nome della duchessa e confermate dal re, che in tali occasioni prendeva il titolo di "duca di Bretagna".
La loro figlia maggiore, Claudia di Francia fu fidanzata a Carlo V nel 1501 per rafforzare l'alleanza spagnola. Tuttavia il fidanzamento fu annullato quando l'assenza di un delfino, che avrebbe ereditato la Bretagna, fece temere una situazione in cui il regno sarebbe stato completamente accerchiato dalle forze nemiche. Fu così che Claudia fu promessa al futuro Francesco I.
La loro secondogenita, Renata di Francia, di simpatie calviniste, sposò nel 1528 Ercole II d'Este (1508-1559), duca di Ferrara, Modena e Reggio.

### Morte
Debilitata dalle numerose gravidanze e dagli aborti spontanei, Anna morì il 9 gennaio 1514 nel castello di Blois.

### Funerali

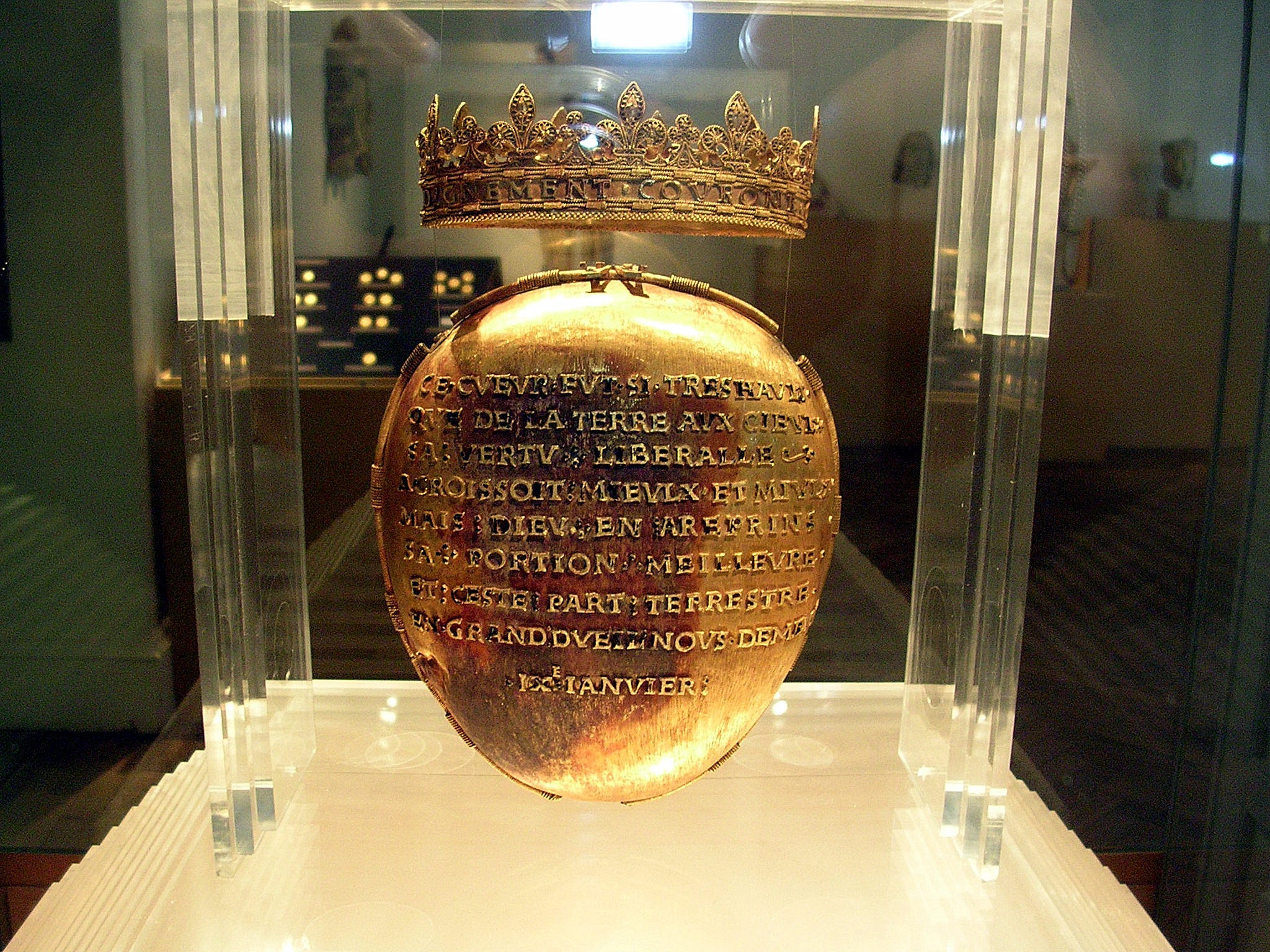
Reliquiario del cuore di Anna, Musée Dobrée, Nantes

Anna di Bretagna fu inumata nella Basilica di Saint-Denis. I suoi funerali furono di una grandezza eccezionale: durarono quaranta giorni e ispirarono in seguito tutti i funerali reali fino al XVIII secolo.
Secondo la sua volontà, il suo cuore fu conservato in un reliquiario in oro decorato da bassorilievi e trasportato quindi con grandi cerimonie a Nantes per essere deposto, il 19 marzo 1514, nella cappella dei Carmi, nella tomba che Anna aveva fatto costruire per i propri genitori. Fu trasferito più tardi nella Cattedrale di Saint-Pierre di Nantes.
Sul reliquario del cuore della duchessa Anna di Bretagna vi sono inscrizioni in lettere d'oro decorate di verde, blu, rosso, alla gloria del cuore di Anna «in Francia, due volte regina, duchessa dei Bretoni, reale e sovrana». Fu eseguito da un orafo anonimo della corte di Blois, forse secondo un disegno di Jean Perréal.
Nel 1792, per ordine della Convenzione Nazionale, il reliquario fu riesumato, vuotato e, in quanto metallo prezioso appartenente alle chiese, spedito alla zecca di Nantes per essere fuso. Trasferito alla zecca di Parigi come gioiello notevole, fu consegnato alla Biblioteca Nazionale. Fu riportato a Nantes nel 1819 dov'è conservato dai Musei del dipartimento della Loira-Atlantica, attualmente appunto al Musée Dobrée.

## Aspetto e personalità
Anna è descritta come una donna bella in viso e magra, ma di bassa statura e visibilmente zoppa -difetto che cercava di correggere con scarpe speciali (probabilmente si trattava zoccoli di altezze differenti). Così la relazione dell'ambasciatore veneziano Zaccaria Contarini del 1492:
(Lezioni di letteratura italiana, dettate nell'Università di Napoli, Volume 2, Luigi Settembrini, 1868, p. 16.)

## Discendenza
Il primo matrimonio con Massimiliano I d'Asburgo non venne mai consumato.
Dal secondo matrimonio con Carlo VIII, Anna di Bretagna ebbe quattro figli, morti tutti bambini:
- Carlo Orlando (10 ottobre 1492 - 6 dicembre 1495), delfino di Francia;
- Carlo (8 settembre 1496), delfino;
- Francesco (1497-1498), delfino;
- Anna (1498 - 1499).

Degli otto figli nati dal suo terzo matrimonio con Luigi XII, sopravvissero solo due femmine:
- Claudia di Francia, duchessa di Bretagna e regina di Francia (1515-1524) per matrimonio con Francesco I, re di Francia. Fu la nonna di Enrico III (1551-1589), che fece assassinare il proprio cugino Enrico di Guisa (cfr. sotto);
- Renata di Francia, dama di Montargis, duchessa di Chartres (1528-?), sposò nel 1528 Ercole II d'Este (1508-1559), duca di Ferrara, Modena e Reggio. Fu la nonna di Enrico di Guisa (1550-1588), terzo duca di Guisa, assassinato per ordine di suo cugino Enrico III di Francia.

## Ascendenza
|                              |                    |                            | Genitori                |  |  | Nonni |  |  | Bisnonni               |  |  | Trisnonni               |  |
|                              |                    |                            |                         |  |  |       |  |  | Giovanni V di Bretagna |  |  | Giovanni IV di Bretagna |  |
|                              |                    |                            |                         |  |  |       |  |  | Giovanni V di Bretagna |  |  | Giovanni IV di Bretagna |  |
|                              |                    | Giovanna di Fiandra        |                         |  |  |       |  |  | Giovanni V di Bretagna |  |  |                         |  |
| Riccardo di Dreux            |                    |                            |                         |  |  |       |  |  | Giovanni V di Bretagna |  |  |                         |  |
|                              |                    | Giovanna di Navarra        | Carlo II di Navarra     |  |  |       |  |  |                        |  |  |                         |  |
|                              |                    | Giovanna di Navarra        | Carlo II di Navarra     |  |  |       |  |  |                        |  |  |                         |  |
|                              |                    | Giovanna di Navarra        | Jeanne de Valois        |  |  |       |  |  |                        |  |  |                         |  |
| Francesco II di Bretagna     |                    | Giovanna di Navarra        |                         |  |  |       |  |  |                        |  |  |                         |  |
|                              |                    | Luigi I di Valois-Orléans  | Carlo V di Francia      |  |  |       |  |  |                        |  |  |                         |  |
|                              |                    | Luigi I di Valois-Orléans  | Carlo V di Francia      |  |  |       |  |  |                        |  |  |                         |  |
|                              |                    | Luigi I di Valois-Orléans  | Giovanna di Borbone     |  |  |       |  |  |                        |  |  |                         |  |
| Margherita di Valois-Orléans |                    | Luigi I di Valois-Orléans  |                         |  |  |       |  |  |                        |  |  |                         |  |
|                              |                    | Valentina Visconti         | Gian Galeazzo Visconti  |  |  |       |  |  |                        |  |  |                         |  |
|                              |                    | Valentina Visconti         | Gian Galeazzo Visconti  |  |  |       |  |  |                        |  |  |                         |  |
|                              |                    | Valentina Visconti         | Isabella di Valois      |  |  |       |  |  |                        |  |  |                         |  |
| Anna di Bretagna             |                    | Valentina Visconti         |                         |  |  |       |  |  |                        |  |  |                         |  |
|                              | Giovanni I di Foix | Arcimbaldo di Grailly      |                         |  |  |       |  |  |                        |  |  |                         |  |
|                              | Giovanni I di Foix | Arcimbaldo di Grailly      |                         |  |  |       |  |  |                        |  |  |                         |  |
|                              | Giovanni I di Foix | Isabella di Foix-Castelbon |                         |  |  |       |  |  |                        |  |  |                         |  |
| Gastone IV di Foix           | Giovanni I di Foix |                            |                         |  |  |       |  |  |                        |  |  |                         |  |
|                              |                    | Giovanna d'Albret          | Carlo I d'Albret        |  |  |       |  |  |                        |  |  |                         |  |
|                              |                    | Giovanna d'Albret          | Carlo I d'Albret        |  |  |       |  |  |                        |  |  |                         |  |
|                              |                    | Giovanna d'Albret          | Marie de Sully          |  |  |       |  |  |                        |  |  |                         |  |
| Margherita di Foix           |                    | Giovanna d'Albret          |                         |  |  |       |  |  |                        |  |  |                         |  |
|                              |                    | Giovanni II d'Aragona      | Ferdinando I di Aragona |  |  |       |  |  |                        |  |  |                         |  |
|                              |                    | Giovanni II d'Aragona      | Ferdinando I di Aragona |  |  |       |  |  |                        |  |  |                         |  |
|                              |                    | Giovanni II d'Aragona      | Eleonora d'Alburquerque |  |  |       |  |  |                        |  |  |                         |  |
| Eleonora di Navarra          |                    | Giovanni II d'Aragona      |                         |  |  |       |  |  |                        |  |  |                         |  |
|                              |                    | Blanca di Navarra          | Carlo III di Navarra    |  |  |       |  |  |                        |  |  |                         |  |
|                              |                    | Blanca di Navarra          | Carlo III di Navarra    |  |  |       |  |  |                        |  |  |                         |  |
|                              |                    | Blanca di Navarra          | Leonor di Trastàmara    |  |  |       |  |  |                        |  |  |                         |  |
|                              |                    | Blanca di Navarra          |                         |  |  |       |  |  |                        |  |  |                         |  |